# 大阪歯科大学

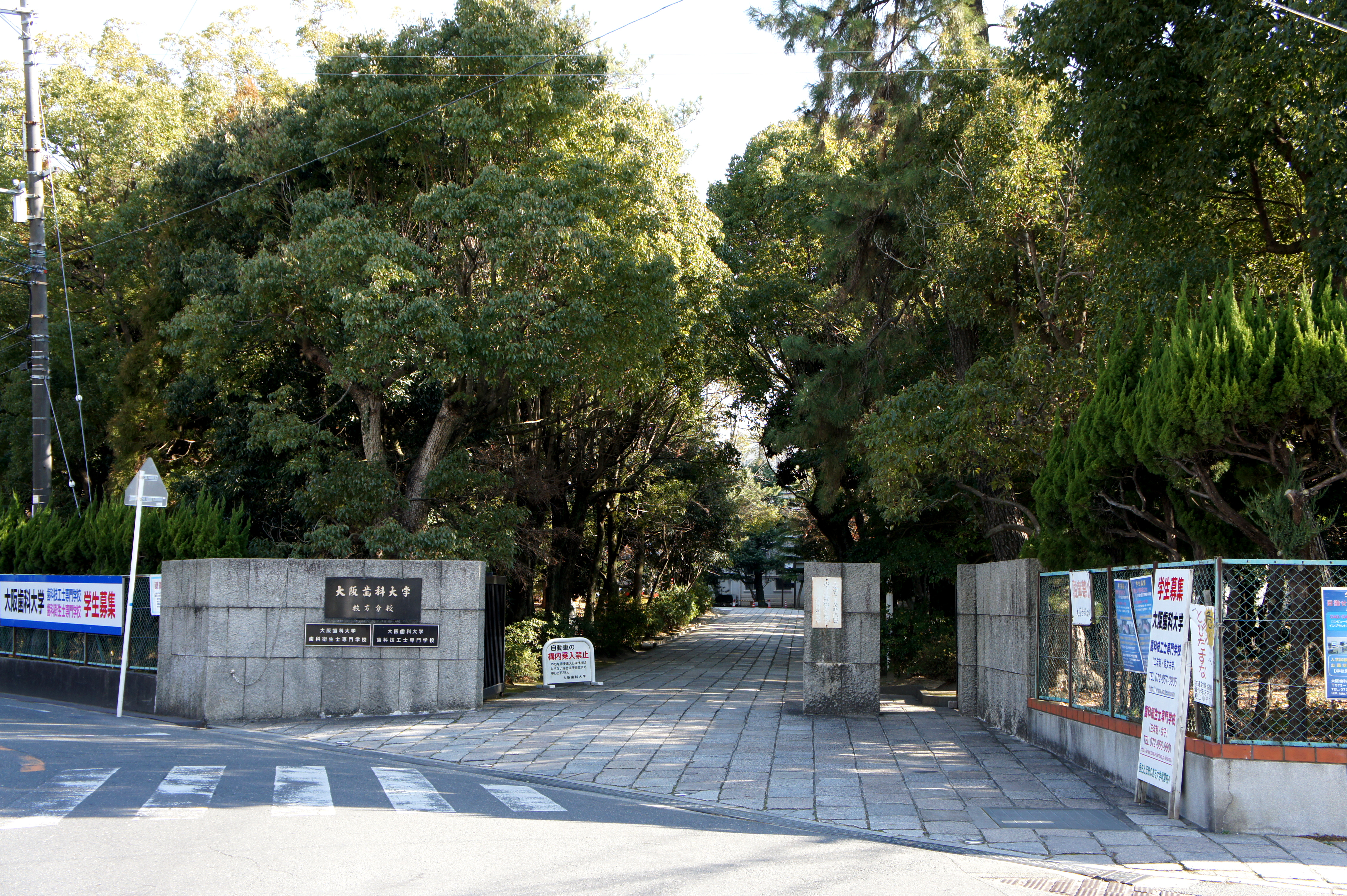
牧野学舎

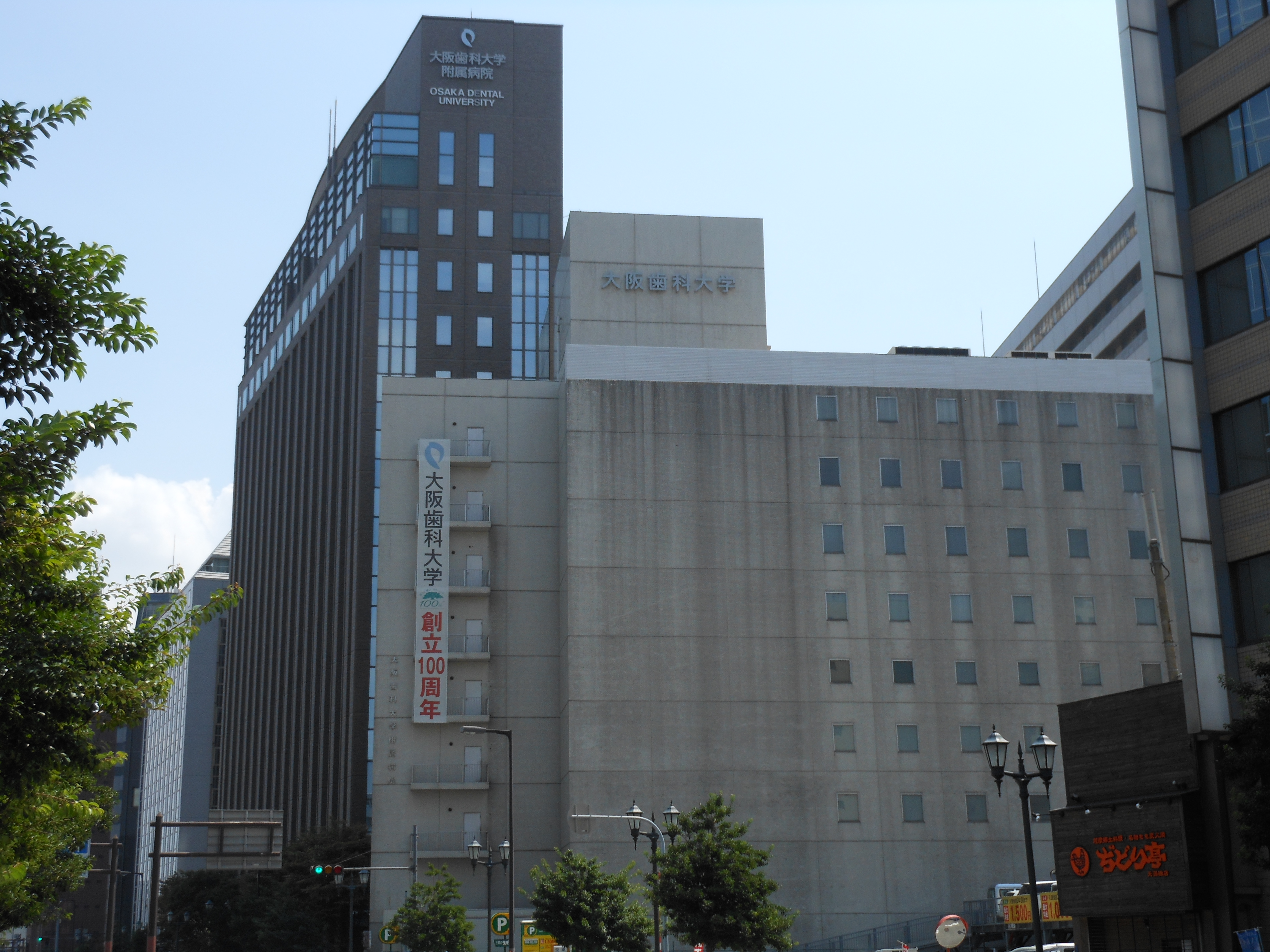
天満橋学舎

大阪歯科大学（おおさかしかだいがく、英語: Osaka Dental University）は、大阪府枚方市に本部を置く私立大学。学校法人「大阪歯科大学」によって運営されている。

## 沿革

### 年表
- 1911年（明治44年）- 大阪市野田大阪歯科医学校として設立[1]。
- 1917年（大正6年）- 専門学校令による指定を受け、大阪歯科医学専門学校に名称変更[1]。
- 1947年（昭和22年）- 旧制大学に昇格し、大阪歯科大学予科（3年制）設置[1]。
- 1949年（昭和24年）- 歯学部歯学科（旧制）を設置[1]。
- 1952年（昭和27年）- 学制改革により新制大学となる[1]。
- 1955年（昭和30年）- 予科を廃し、歯学部進学課程設置[1]。
- 1961年（昭和36年）- 大学院歯学研究科博士課程を開設[1]。
- 1964年（昭和39年）- 附属歯科技工士養成所を開設[1]。
- 1968年（昭和43年）- 附属歯科衛生士学校を開設[1]。
- 1976年（昭和51年）- 附属歯科技工士養成所、附属歯科衛生士学校が専修学校となり、大阪歯科大学歯科技工士専門学校、大阪歯科大学歯科衛生士専門学校へ改称[1]。
- 1997年（平成9年）- 楠葉新学舎へ移転・天満橋学舎、大阪歯科大学附属病院新築[1]。
- 2017年（平成29年）- 牧野学舎に医療保健学部（口腔保健学科・口腔工学科）を開設。また、私立大学としては初めて、4年制での歯科技工士養成課程となった[1]。
- 2018年（平成30年）4月 - 大学院医療保健学研究科口腔科学専攻を開設[1]。
- 2024年（令和6年）4月 - 医療系総合大学として、看護師・保健師を養成する看護学部を開設[2]。既存の歯学部（歯科医師養成課程）及び医療保健学部（歯科衛生士・歯科技工士養成課程）に加えた3学部体制となる[3]。また同時に、地域連携・実践研究センターを開設する[4]。

## 基礎データ

### 所在地
- 楠葉学舎（大阪府枚方市楠葉花園町8番1号）

歯学部の4年生までが使用する。
- 楠葉西学舎（大阪府枚方市楠葉花園町11番8号）[2]

看護学部が使用する。
- 牧野学舎（大阪府枚方市牧野本町1丁目4番4号）

医療保健学部が使用する。
- 天満橋学舎（大阪府大阪市中央区大手前1丁目5番17号）

歯学部の5年生以上が使用する。

## 教育および研究

### 組織

#### 学部
- 歯学部
  - 歯学科
- 医療保健学部
  - 口腔保健学科
  - 口腔工学科
- 看護学部
  - 看護学科

#### 大学院
- 歯学研究科
  - 歯科基礎系専攻
  - 歯科臨床系専攻
- 医療保健学研究科
  - 口腔科学専攻

#### 附属機関
- 図書館
- 中央歯学研究所
- 大阪歯科大学附属病院
- 大阪歯科大学歯科技工士専門学校
- 大阪歯科大学歯科衛生士専門学校
- 創立100周年記念館

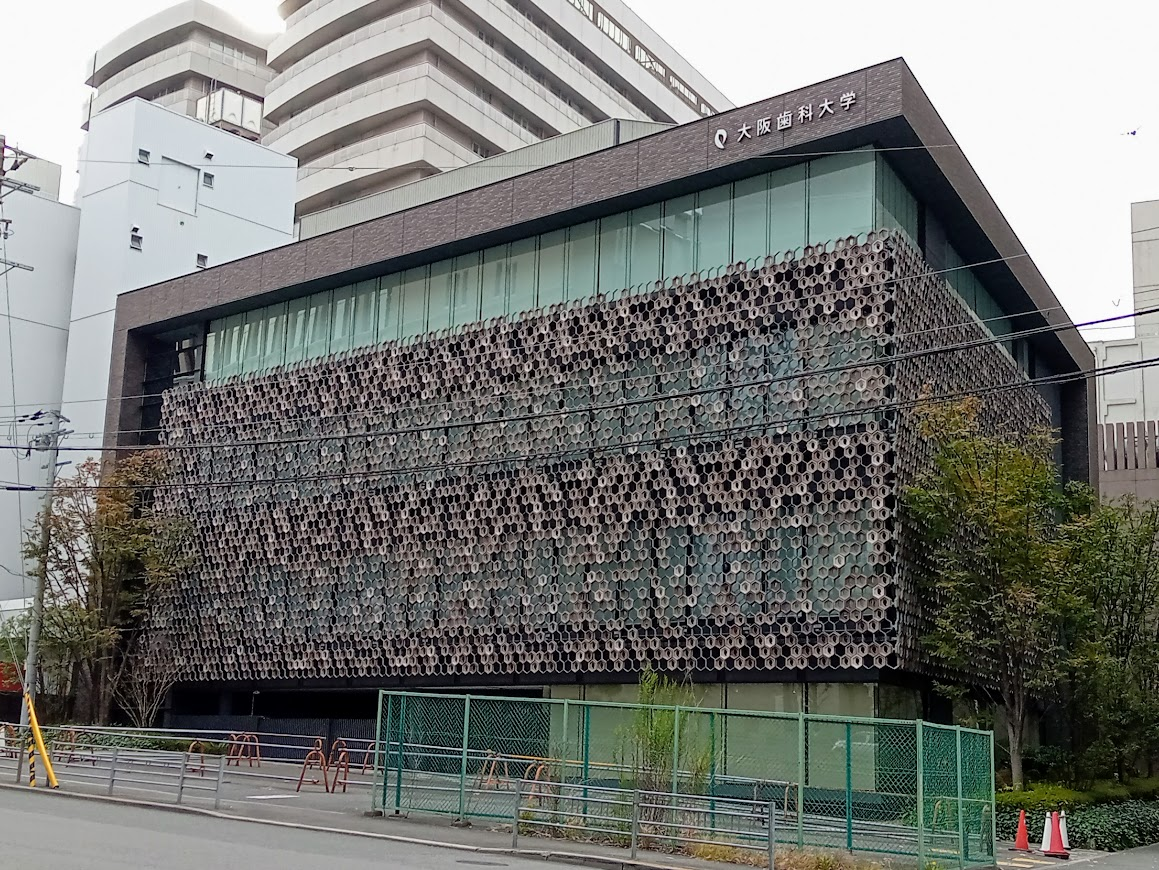
創立100周年記念館

  - 設計は日建設計、施工は西松建設、竣工は2013年3月。正面はハニカムタイルスクリーン。大阪都市景観建築賞第36回奨励賞を受賞[5]。

## 大学関係者と組織

### 大学関係者一覧
- 大阪歯科大学の人物一覧

## 対外関係

### 国外

#### 国際交流協定校
- コロンビア大学歯学部（アメリカ合衆国）
- ウルグアイ国立大学歯学部（アメリカ合衆国）
- キングス・カレッジ・ロンドン歯学部（イギリス）
- カーディフ大学歯学部（イギリス）
- ゼンメルヴァイス大学歯学部（イギリス）
- 上海交通大学口腔医学院（中華人民共和国）
- 南方医科大学口腔医学院（中華人民共和国）
- 四川大学華西口腔医学院（中華人民共和国）
- 西安第四軍医大学口腔医学院（中華人民共和国）
- 北京大学口腔医学院（中華人民共和国）
- 山西医科大学（中華人民共和国）
- 台北医学大学口腔医学院（台湾）
- 慶熙大学校歯科大学（大韓民国）
- ハノイ歯科大学（ベトナム）
- シドニー大学歯学部（オーストラリア）

### 国内

#### 学術交流に関する包括協定
- 関西医科大学

#### 教育の連携協力に関する協定
- 大阪聖母女学院中学校・高等学校

#### 特別研究大学院学生交流に関する協定
- 大阪大学大学院歯学研究科

### 社会

#### 連携研究協定
- 一般社団法人セレッソ大阪スポーツクラブ

#### その他
- 健康医療都市ひらかたコンソーシアム設立連携協定

## 公式サイト
- 公式ウェブサイト

座標: 北緯34度51分31秒 東経135度40分34秒 / 北緯34.8586度 東経135.676度